# Rhyacophila tashepa
Rhyacophila tashepa är en nattsländeart som beskrevs av Schmid 1970. Rhyacophila tashepa ingår i släktet Rhyacophila och familjen rovnattsländor. Inga underarter finns listade i Catalogue of Life.